# Sergey Brin
Pour les articles homonymes, voir Brin.
Sergey ou Sergueï Brin (en russe : Сергей Михайлович Брин, Sergueï Mikhaïlovitch Brine), né le 21 août 1973 à Moscou, est un milliardaire et entrepreneur américain d'origine russe, cofondateur de Google.
Doctorant au sein de l'université Stanford, il fait la rencontre de Larry Page, avec qui il se lie d'amitié et mène des recherches sur les algorithmes. Ensemble, ils fondent l'entreprise Google en 1998.
Membre de son conseil d'administration, il avait en 2011 le titre de président et de directeur technique. Il est actuellement président de la société Alphabet Inc. et supervise les travaux chez X.

## Biographie

### Famille
Sergey Brin (nom également transcrit en français Sergueï Brin,,) naît en Russie de deux parents juifs russes à l'époque de l'Union soviétique, alors dirigée par Léonid Brejnev.
Il est le fils du mathématicien Michael Brin et de son épouse Eugenia. Sa famille réussit à obtenir un visa pour les États-Unis en 1979, après avoir passé plusieurs mois en Autriche et en France.
À leur arrivée aux États-Unis, la famille Brin s'installe près de Washington et son père devient professeur de mathématiques à l’université du Maryland.

### Formation
En 1990, il commence ses études à l'université du Maryland où il obtient en 1993, à l'âge de 19 ans, le diplôme du Baccalauréat universitaire ès sciences (B.Sc.) en mathématiques et informatique (l'équivalent d'une licence en France) avec mention. Durant sa scolarité, Sergey Brin pratique la voile et le cirque,.
Il poursuit sa scolarité à l'université Stanford en Californie, où il obtient une maîtrise ès sciences (M.Sc.) en informatique, puis entreprend un doctorat (Ph.D.) dans cette même discipline.
Il fait alors la rencontre de Larry Page, avec lequel il entame une collaboration technique. Dans le cadre de leurs recherches, ils lancent un projet de moteur de recherche internet qui devient en 1998 la société Google.

### Fortune
En mars 2005, le magazine Forbes classe Sergey Brin et Larry Page à la 55e place de son classement des plus grandes fortunes de la planète avec 7,2 milliards de dollars américains chacun.
En décembre 2005, le Financial Times désigne Sergey Brin et Larry Page « hommes de l'année ».
La capitalisation boursière de l'entreprise Google atteint 140 milliards de dollars à la Bourse de Wall Street en 2006. La même année, Forbes classe Sergey Brin à la 26e place de son classement des plus grandes fortunes de la planète avec 12,9 milliards de dollars. Son associé Larry Page est quant à lui 27e avec 12,8 milliards de dollars.
En 2007, Sergey Brin bondit à la 5e place des Américains les plus riches, ex æquo avec son associé Larry Page. La même année, il investit 3,9 millions de dollars dans l'entreprise de biotechnologie 23andMe de son épouse Anne Wojcicki, plus jeune sœur de Susan Wojcicki.
En janvier 2010, il annonce son intention de vendre des actions et d'en acheter d'autres.
En 2016, toujours selon Forbes, sa fortune est estimée à 35,6 milliards de dollars ; il est donc classé 13e dans la liste des milliardaires du monde du magazine.

### La fondation Brin Wojcicki
En 2004, avec sa femme Anne Wojcicki, il crée la Brin Wojcicki Foundation.
La fondation vient notamment en aide à Ashoka, un réseau d'entrepreneurs solidaires, ainsi qu'à la Human Rights Foundation ou encore à l'ONG Tipping Point Community, qui lutte contre la pauvreté à San Francisco.
En 2014, Sergey Brin fait don de 383 millions de dollars à sa fondation.

### Vie privée
En mai 2007, Brin épouse Anne Wojcicki,, une biotechnicienne diplômée en biologie de l'université Yale en 1996. Elle montre un grand intérêt pour les connaissances en matière de santé et améliore avec Brin leur accès. Ils donnent naissance à un fils en décembre 2008 et à une fille en 2011. En août 2013, Brin et sa femme vivent séparément lorsque Brin entame une relation sentimentale avec la directrice du marketing de Google Glass,,. En juin 2015, Brin finalise son divorce.
À partir de 2016, Brin fréquente l'actrice vénézuélienne Sheyene Gerardi.
En 2018, il épouse Nicole Shanahan, une avocate et entrepreneuse américaine, avec qui il a une fille.
Fin 2024, Sergey Brin rachète à l'homme d'affaires russe Leonid Mikhelson son yacht Ali Baba de 142 mètres, en cours d'achèvement aux chantiers Lürssen, et le rebaptise Dragonfly, du nom de son premier yacht — deux fois moins long — revendu à une de ses relations d'affaires et rebaptisé Capricorn.

## Prise de position
Il est engagé dans le mouvement transhumaniste. La filiale 23andMe de Google s'intéresse au séquençage ADN. Sa mère étant atteinte de la maladie de Parkinson, il découvre, bien que la maladie ne soit généralement pas héréditaire, qu'ils ont en commun une mutation du gène LRRK2 (G2019S), ce qui implique une probabilité de développer cette maladie estimée entre 20 % et 80 %.
En janvier 2017, Sergey Brin se joint à environ 700 manifestants à l'aéroport international de San Francisco pour protester contre le décret migratoire du président Trump restreignant l'entrée aux États-Unis pour les ressortissants de certains pays à majorité musulmane.